# Národní asociace leseb, gayů, bisexuálů a translidí
Národní asociace leseb, gayů, bisexuálů a translidí (LLH) (anglicky The National Association for Lesbian, Gay, Bisexual and Transgender People, norsky Landsforeningen for lesbiske, homofile, bifile og transpersoner) je norská organizace, jejímž hlavním předmětem činnosti je boj za rovná práva a proti diskriminaci gayů, leseb, bisexuálů a translidí (LGBT) v Norsku a ve zbytku světa. 

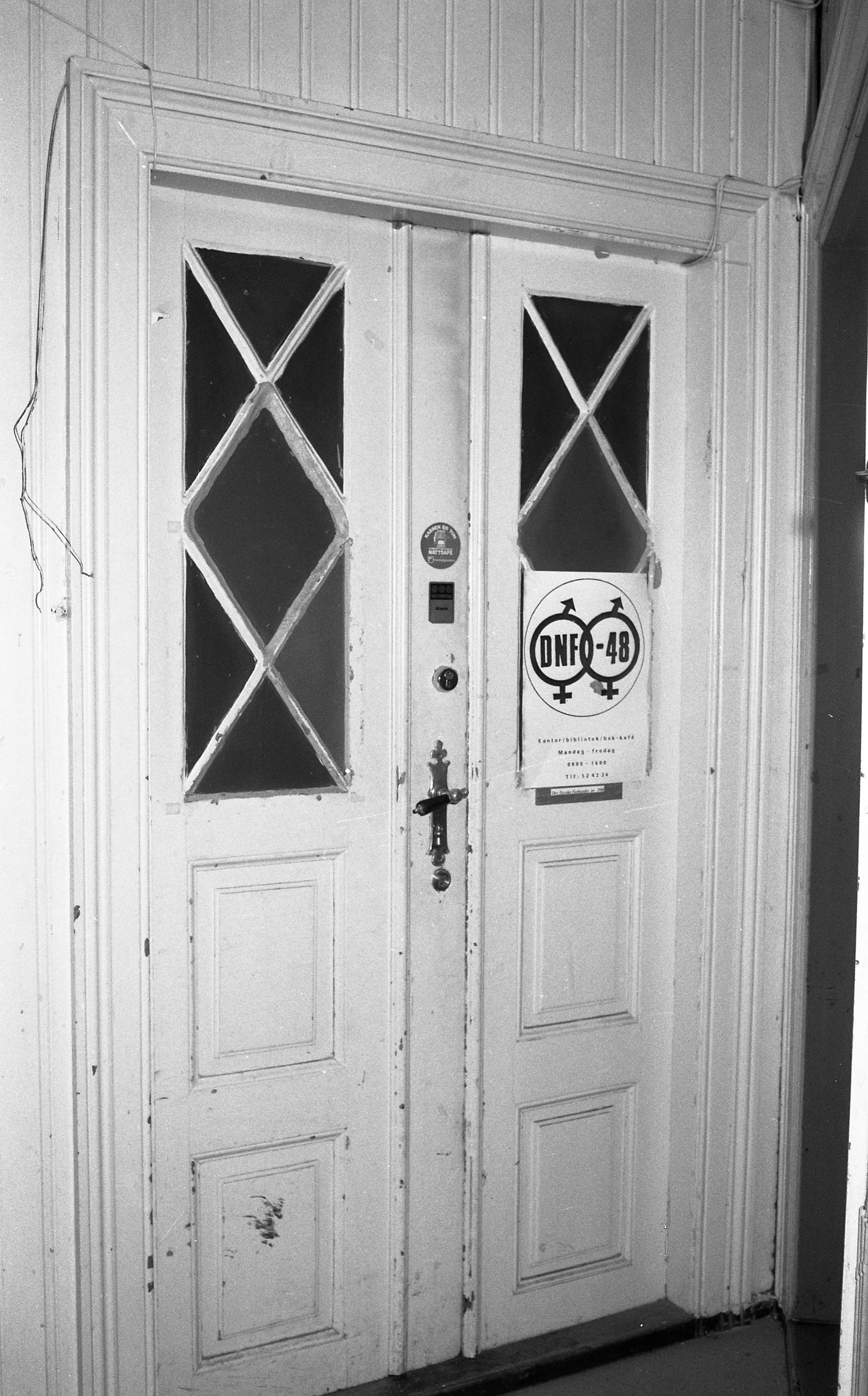
Vstup do kanceláře asociace (fotografováno 1988)

Počátek organizace sahá až do konce 40. let 20. století, kdy dánská organizace stejného typu ustanovila v Norsku dva své reprezentanty. Norská pobočka Forbundet av 1948 získala v roce 1952 status samostatného celku. Musela však fungovat v utajení kvůli riziku trestního stíhání a diskriminace. V roce 1965 se v rozhlase vysílala 90 minutová veřejná diskuse na téma homosexuality a v roce 1977 došlo k její dekriminalizaci. Norská asociace psychiatrů v roce 1977 vyškrtla homosexualitu ze seznamu duševních poruch. Roku 1979 zrovnoprávnil Norský úřad pro obranu země gay a lesbické příslušníky ozbrojených sil.
Vedením organizace a jejím zastupováním byla až do konce 70. let 20. století pověřená aktivistka Karen-Christine Friele.
V roce 1992 se Fordundet av 1948 a Fellesrådet for homofile organisasjoner i Norge sloučily do jedné organizace LLH.
V roce 2004 se z organizace oddělila mládežnická organizace a založila svoji vlastní s názvem Queer Youth (norsky: Skeiv Ungdom).
V roce 2019 organizace čítala kolem 3 300 členů.

## Aktivity
Cílem organizace je boj za rovnoprávnost, zároveň tak bojuje proti veškeré diskriminaci založené na pohlaví, nebo sexuální orientaci – jak stojí v politických dokumentech organizace. Pracuje nejen v Norsku, ale také po celém světě. Jsou také partnerským orgánem Mezinárodního fondu pro rovnost, který je provozován Ministerstvem zahraničí Spojených států amerických.